# La Veuve et l'Innocent
Pour plus de détails, voir Fiche technique et Distribution.
La Veuve et l'Innocent est un film français réalisé par André Cerf, sorti en 1949.

## Synopsis
Panoyau (Saturnin Fabre), le tout premier client de la jeune avocate Nicole (Sophie Desmarets), est condamné à mort. Or, il ne cesse d'affirmer qu'il est innocent, et Nicole décide de tout faire pour le sauver. Grâce à un ami (Raymond Bussières), la guillotine (« la Veuve ») est dérobée. Nicole entraine son fiancé Claude (Jean Desailly) dans une folle équipée, « la Veuve » voyage avec eux dans une caisse et la police est à leurs trousses. Ils vont découvrir le véritable assassin et Panoyau sera sauvé.

## Fiche technique
- Titre : La Veuve et l'Innocent
- Réalisation : André Cerf, assisté de Jean Leduc et d'Émile Roussel
- Scénario et dialogues : André Cerf
- Musique : Francis Lopez
- Photographie : André Thomas
- Ingénieur du son : René-Christian Forget
- Montage : Andrée Sélignac
- Décors : Robert-Jules Garnier
- Directeur de production : Robert Prévot
- Société de production : L.P.C. - Les Productions Cinématographiques
- Pays d'origine : France
- Format : Noir et blanc - 1,37:1 - Mono - 35 mm
- Genre : Comédie dramatique
- Durée : 95 minutes
- Date de sortie : 24 août 1949
- Affiche : Jacques Pruvost (France)

## Distribution
- Sophie Desmarets : Nicole
- Jean Desailly : Claude Girelle
- Jean Tissier : Lepautre
- Raymond Bussières : Paulo
- Saturnin Fabre : Panoyau
- Yvette Andreyor : Mme Tiercelet
- Christian Argentin : le ministre
- Jean Barrère : le gérant de l'hôtel
- Jacques Beauvais
- Charles Bouillaud : l'inspecteur Bontemps
- Christiane Dauran : l'employée
- Eddy Debray : le médecin
- Jean Duvaleix : Tiercelet
- Paul Faivre : le procureur
- Maurice Flandre
- Claude Joseph
- Marcel Loche
- Maurice Marceau : un agent
- Frédéric Munie
- Georges Paulais : le receleur
- Marcel Pérès : Lahotte
- Marcel Raine : l'avocat général
- Jacques Tarride : Charles
- André Versini : Gégène

## Autour du film
Jean Desailly a accepté de jouer (aux côtés de Sophie Desmarets) dans une comédie - La Veuve et l'Innocent - pour éviter d'être cantonné dans des rôles conventionnels. Dans le film, il doit « se soumettre aux injonctions de sa fiancée, avocate, dont le client est condamné à mort - s'emparer de la guillotine et zigzaguer en voyage de noces avec cet encombrant bagage, à la recherche du véritable assassin ».